# Matt Williams (rugby à XV)
Pour les articles homonymes, voir Matt Williams.
Pas d'image ? Cliquez ici
Matt Williams, né en 1960 est un professeur et entraîneur australien de rugby à XV, .

## Biographie

### Éléments personnels
Enseignant jusqu'en 1991, il devient ensuite entraîneur de rugby à XV.

### Parcours d'entraîneur

#### Australie
Il est l'un des entraîneurs adjoints de Bob Dwyer lors de la Coupe du monde 1995.

#### Irlande
En 2000, il devient l'entraîneur du Leinster après avoir été entraîneur adjoint de Mike Ruddock pendant un an. Son bilan est de 32 victoires pour 3 nuls et 12 défaites. Sous sa direction, l'équipe remporte la Celtic League en 2001. En 2002, il refuse une offre pour rejoindre les Saracens,. L'année suivante, le Leinster s'incline en demi-finale de Coupe d'Europe contre l'USA Perpignan.
Entre 2001 et 2003, il est l'entraîneur de la défense de l'équipe d'Irlande.

#### Écosse
Le 4 juin 2003, il est choisi par la fédération écossaise et par les anciens sélectionneurs Jim Telfer et Ian McGeechan comme sélectionneur de l'équipe d'Écosse,. Il devient le premier sélectionneur étranger à diriger l'équipe d'Écosse. Dès son intronisation en décembre 2003, il crée la polémique en déclarant que les joueurs ne jouant pas au pays en club ne sont pas éligibles pour la sélection, alors même que l'Écosse souffre déjà d'avoir un réservoir de joueurs limité. Il prit également la décision controversée de se passer des services de Gregor Townsend, pourtant âgé de 30 ans seulement. Son staff technique est constitué de l'ancien international et capitaine néo-zélandais Todd Blackadder et de l'ancien international irlandais Willie Anderson.
Ayant prédit au moins dix-huit mois compliqués pour son équipe, son mandat de sélectionneur est un échec retentissant. Le 25 avril 2005, il est licencié par la fédération écossaise avec un bilan de seulement 3 victoires pour 14 défaites. Ses seules victoires sont contre des équipes assez faibles, comme le Japon ou les Samoa, et il ne remporte qu'un seul des dix matchs qu'il a dirigé dans le Tournoi des Six Nations, contre l'Italie en 2005. Ian McGeechan, qui est directeur sportif de la fédération écossaises et dont l'avis fut déterminant dans l'engagement de Williams, quitte ses fonctions au même moment.
| Adversaire     | Matchs joués | Matchs gagnés | Matchs nuls | Matchs perdus | Pourcentage de victoire |
| -------------- | ------------ | ------------- | ----------- | ------------- | ----------------------- |
| Afrique du Sud | 1            | 0             | 0           | 1             | 0                       |
| Angleterre     | 2            | 0             | 0           | 2             | 0                       |
| Australie      | 4            | 0             | 0           | 4             | 0                       |
| France         | 2            | 0             | 0           | 2             | 0                       |
| Pays de Galles | 2            | 0             | 0           | 2             | 0                       |
| Irlande        | 2            | 0             | 0           | 2             | 0                       |
| Italie         | 2            | 1             | 0           | 1             | 50                      |
| Japon          | 1            | 1             | 0           | 0             | 100                     |
| Samoa          | 1            | 1             | 0           | 0             | 100                     |
| Total          | 17           | 3             | 0           | 14            | 17,65                   |

Alors que l'Écosse réalise une très bonne performance lors du Tournoi 2006 (victoires sur la France et l'Angleterre notamment), Williams critique un manque de reconnaissance et estime que son mandat de sélectionneur a contribué en partie au renouveau écossais.

#### Ulster
En décembre 2007, il prend la tête de l'Ulster après le renvoi de l'entraîneur Mark McCall pour une durée de deux ans et demi. Il démissionne en mai 2009 pour raisons familiales, alors que l'équipe n'est pas parvenue à se qualifier pour les phases finales de la Celtic League.

### Autres expériences
En mai 2011, il présente avec les représentants du groupe d'investissement australien FG Management un projet de reprise du RC Narbonne. Williams est la caution sportive du projet, ayant la double casquette d'entraîneur et de directeur sportif. Néanmoins, il quitte rapidement le club à la suite de mésententes avec les investisseurs. En 2017, il est également conseiller du club roumain du SCM Rugby Timișoara mais quitte rapidement ses fonctions.

## Médias
Depuis 2007, Williams intervient régulièrement à la télévision irlandaise comme consultant lors des matchs de rugby à XV. Il écrit également des éditoriaux pour The Irish Times pendant les périodes internationales.

## Palmarès
- Leinster Rugby
  - Vainqueur de la Celtic League en 2001
  - Vainqueur du Championnat inter-provinces irlandaises en 2002